# Henry Grinnell
Henry Grinnell (New Bedford, 18 février 1799-New York, 30 juin 1874), est un homme d'affaires et philanthrope américain, célèbre pour sa participation dans le financement de plusieurs expéditions polaires.

## Biographie
Il s'installe en 1818, New York où il devient commis chez HD & EB Sewell. Il épouse en 1822 Sarah Minturn, qui appartenait à une importante société marchande et maritime puis en 1825, rejoint son frère Joseph Grinnell et Preserved Fish chez Fish, Grinnell & Company. Quelques années plus tard, l'entreprise prend le nom de Grinnell, Minturn & Co (en) par l'ajout du nom de son beau-frère, une entreprise qui devient alors une des maisons commerciales les plus importantes de la ville de New York.
Henry Grinnell prend sa retraite en 1850 et à ce moment se passionne pour le sort de l'expédition Franklin disparue dans les glaces de l'Arctique. Il correspond alors régulièrement avec Lady Jane Franklin ainsi qu'avec divers savants et marins pour tenter de résoudre le mystère et s'engage dans la promotion et le financement de plusieurs expéditions.
La première de ces expéditions est celle en 1850 d'Edwin De Haven. Il achète et prête à la marine des États-Unis les bricks Rescue et Advance. Après l'échec de ce voyage, il finance une deuxième expédition, celle de l'Advance commandée par Elisha Kent Kane qui explore entre 1853 et 1855, la région aujourd'hui appelée Terre de Grinnell au large de la côte nord-ouest du Groenland. Mais en 1855, le navire, est désespérément assailli par les glaces et doit être abandonné.
En 1856, Grinnell joue un rôle déterminant dans la restauration et la restitution du Resolute aux dépens du gouvernement des États-Unis, qui est renvoyé par charité en Grande-Bretagne dans l'espoir que le navire soit utilisé pour une nouvelle recherche de l'expédition Franklin.
Grinnell par la suite a manifesté sans cesse son intérêt pour l'exploration polaire en contribuant au voyage d'Isaac Israel Hayes (1860) et aux trois expéditions de Charles Francis Hall (1860-1870). Il correspondait aussi activement avec l'écrivain et explorateur William Parker Snow (en).
Il est, par ailleurs, l'un des fondateurs de la Société américaine de géographie.
Il est le père de Henry Walton Grinnell et le grand-père de Sylvia Leith-Ross (en).

## Hommages
La Terre de Grinnell (nom attribué par De Haven), un cap et est péninsule portent son nom.

## Œuvre
- Prolonging the Life of Telephone Poles, publié en 1906